# Türkische Juden

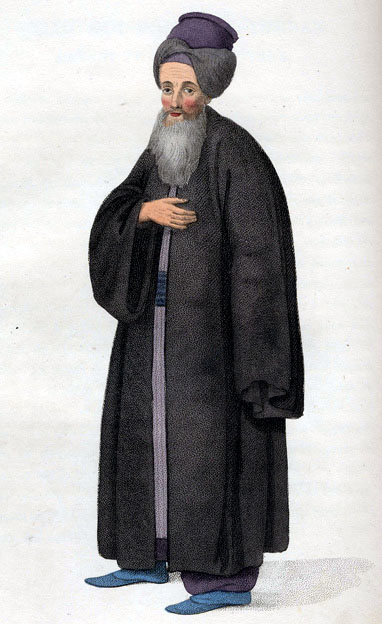
Jude im Osmanischen Reich (Zeichnung um 1779)

Türkische Juden sind in der Türkei lebende Menschen jüdischen Glaubens. Im weiteren Sinne werden damit die Krimtschaken, Chasaren und Karäer bezeichnet.
Die größte Gruppe unter den türkischen Juden bilden die Sepharden aus Spanien und Portugal mit ca. 96 %. Es gibt in der Türkei auch Aschkenasen, die aus Mittel- und Osteuropa stammen, allerdings in weit geringerer Zahl, ebenso Nachkommen von Juden, die schon in der Antike und byzantinischen Zeit auf dem Gebiet der heutigen Türkei lebten. Etwa hundert Karäer, die die rabbinische Tradition nicht anerkennen, leben in der Türkei.
Heute leben in der Türkei etwa 14.500 Juden (Stand 2022); im Jahr 2016 waren es noch 17.000 bis 18.000, vor 2010 waren es noch 26.000, und vor der Gründung Israels 1948 waren es 120.000. Die in der Türkei lebenden Juden genießen Minderheitenrechte, die im Vertrag von Lausanne am 24. Juli 1923 definiert wurden.

## Geschichte

### Antike

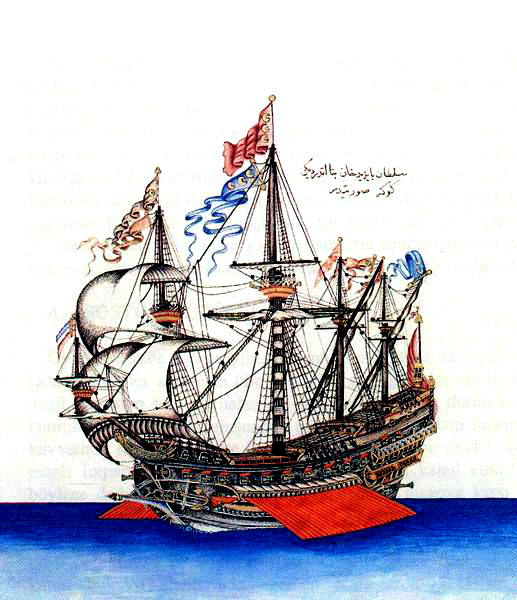
Flaggschiff, das Bayezid II. sandte, um die Juden aus Spanien zu retten

Archäologische Funde und literarische Quellen lassen darauf schließen, dass sich die Existenz jüdischer Gemeinden auf dem Gebiet der türkischen Ägäis bis in das 4. vorchristliche Jahrhundert, in Sardes bis 220 v. Chr. zurückverfolgen lässt. Der Historiker Flavius Josephus berichtet, dass Aristoteles Juden auf seinen Reisen durch Kleinasien kennenlernte und mit ihnen in Gedankenaustausch kam. Die auf das 6. Jahrhundert n. Chr. datierte Synagoge von Sardes, ein großer und reich ausgestatteter Bau, der auf eine umfangreiche Gemeinde hindeutet, gilt als bedeutendes Zeugnis jüdischer Kultur der Spätantike.

### Osmanisches Reich

Jüdische Gemeinden im Osmanischen Reich. Hellgrün: um 1683; Dunkelgrün: um 1914

Ab 1492, dem Ende der Reconquista, standen die Juden in Spanien vor der Alternative, zum Christentum überzutreten oder das Land zu verlassen. Am 31. Juli 1492 wurden aufgrund des Alhambra-Edikts, unterzeichnet von Ferdinand II. und Isabella I. von Kastilien, zwischen 120.000 und 150.000 Juden aus Spanien ausgewiesen, die ihr Gold und sonstige Schmuckgegenstände sowie Geld der katholischen Regierung überlassen sollten. Die Mehrheit von ihnen – etwa 100.000 – flohen nach Portugal, von wo sie aber 1496/97 auch vertrieben wurden. Der Sultan des Osmanischen Reiches Bayezid II. ließ ein Dekret veröffentlichen, in dem die Juden in seinem Reich willkommen geheißen wurden. Daraufhin wanderte eine große Zahl der spanischen und portugiesischen Juden ins Osmanische Reich aus. Der Begriff, der im Dekret benutzt wurde, heißt: Sürgün, das heißt ähnlich dem hebräischen Galut Exil oder Wiederansiedlung, aber auch Bann. Oft wurde die Migration der Juden auch in gewissem Grad gelenkt, so dass Juden gezielt an wichtigen Handelsorten angesiedelt wurden. Zum Beispiel wurden nach der Eroberung Konstantinopels jüdische Migranten angesiedelt, um die Stadt mit ihrer Hilfe wieder aufzubauen. Auch Juden aus eroberten Gebieten wurden oft durch diese strategischen Umsiedlungen in wichtige jüdische Bezirke umgesiedelt, so zum Beispiel nach der Eroberung Budas.
Die Bezeichnung Sephardim stammt aus dem Hebräischen und bedeutet: „Die aus Sepharad (d. h. der iberischen Halbinsel) kommen“. Die sephardischen Einwanderer etablierten den Buchdruck auf türkischem Boden, nachdem sie eine Buchdruckerei mit Erlaubnis des Sultans in Konstantinopel gründen durften. Auch wenn diese vom Volk oft kritisch beäugt wurde, ist sie als einer der Meilensteine in der Etablierung des Buchdrucks im osmanischen Reich zu sehen. Auch dienten Juden nicht selten in der osmanischen Armee als Berater und seit 1909 als reguläre Soldaten, manchmal als Minister, hin und wieder als Übersetzer und oft auch als Ärzte am Hofe der Sultane, wo sie im 15. und frühen 16. Jh. großen Einfluss erlangt haben. Ihre Handelsbeziehungen stammen vor allem aus dem Kontakt mit ihrer Heimat, woher sie Sprach-, Personen- und Kulturkenntnisse mitgebracht hatten. Mit dem Erlöschen dieser Verbindungen, einige Generationen nach den großen Judenmigrationen, sank auch ihre Position im Handelswesen. 
Die gewährte religiöse Freiheit brachte viele berühmte Rabbiner zu Tage, die Kommentare zum Alten Testament lieferten. Als Ethnarch der jüdischen Gemeinde im Osmanischen Reich fungierte seit dem 15. Jahrhundert der Hahambaşı in Istanbul. Vor allem erlangten die sephardischen Juden durch die Masse der Migranten einen großen Einfluss in den Regionen, in welchen sie sich ansiedeln durften. So entstand in Saloniki die erste mehrheitlich jüdische Stadt, welche massive Wichtigkeit im Woll- und Stoffhandel und der Produktion dieser Produkte entwickelte und sogar die osmanischen Janitscharen-Korps belieferte.
Seitdem Sultan Orhan I. im 14. Jahrhundert regierte, durften Juden im Osmanischen Reich unter Auflage einer Sondersteuer (Khanadji) Grundbesitz frei erwerben. In Konstantinopel gab es bereits im 16. Jahrhundert 44 Synagogen. Laut einigen jüdischen Briefen des 15. und 16. Jahrhunderts war den Juden im Osmanischen Reich eine recht große religiöse und sozio-ökonomische Freiheit zuteilgeworden. Der Rabbiner Isaak Zarfati sandte im Jahre 1454 auf Hebräisch ein Rundschreiben an deutschsprachige jüdische Gemeinden, in dem er sie dazu aufforderte, sich im Osmanischen Reich anzusiedeln oder auch in und um Palästina, da die muslimischen Gemeinden ihnen ein freieres und besseres Leben ermöglichen würden.

Handelsflagge der Juden im Osmanischen Reich

1648 spaltete sich ein Teil der türkischen Juden ab und schloss sich dem selbsternannten Messias Schabbtai Zvi an. Ein großer Teil der Nachfahren dieser Gruppe gehört heute dem muslimischen Glauben an und wird manchmal auch als Dönme bezeichnet. Ein kleiner Teil lebt auch heute noch nach den Regeln Schabbtai Zvis.
Die Geschichte der Juden in der Türkei war nicht immer nur positiv geprägt. So erließ zum Beispiel der Sultan Murad III. ein Gesetz, sämtliche Juden im Reich zu töten. Dieses Gesetz trat allerdings nicht in Kraft. Weitere Schikanen waren ein Gesetz aus dem Jahre 1702, das es Juden gebot, gelbe Pantoffeln zu tragen, und ihnen auferlegte, sich nur in Kleidung aus schwarzem Leder zu kleiden. Im Jahr 1728 mussten die Juden, die neben der Valide-Moschee lebten, ihre Häuser an Muslime verkaufen.
Erst im 19. Jahrhundert wurden die Juden den Muslimen formal rechtlich gleichgestellt.
Während des Türkischen Befreiungskriegs wurden die Juden von den Griechen wie auch von den Türken verfolgt. So brandschatzten die Griechen in Manisa und Turgutlu jüdische Gemeinden. Nach Ende des Befreiungskrieges waren die jüdischen Gemeinden von Manisa, Aydın, Denizli, Nazilli, Tire, Kasaba und Milas zerstört und verlassen.

### Gründung der Republik

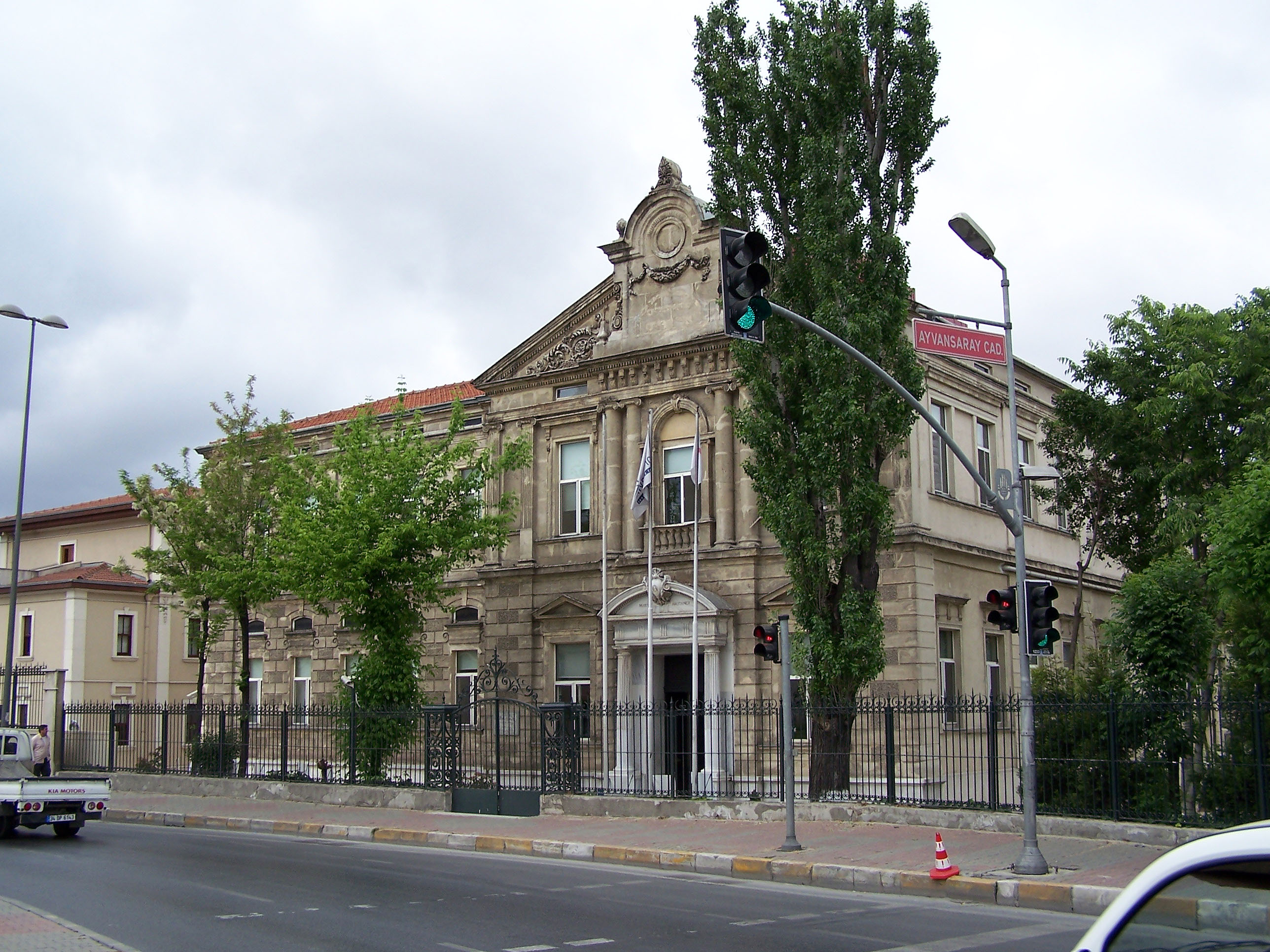
Das jüdische Krankenhaus Or Ahayim im Istanbuler Stadtteil Fatih (20. Mai 2009)

Nach der Gründung der Republik waren die Juden nach dem Vertrag von Lausanne neben den Griechen und Armeniern als Nichtmuslime eine anerkannte Minderheit der Türkei. Die Türkei erwartete aber von den Minderheiten, dass sie die ihnen zuerkannten Rechte als Minderheiten zurückweisen. Die jüdische Gemeinde gab am 15. September 1925 öffentlich bekannt, dass sie die Rechte, die ihnen im Artikel 42 des Vertrags von Lausanne zugesichert werden, ablehnen. Des Weiteren wurden die Juden dazu angehalten, Türkisch statt Ladino zu sprechen.
Gleichzeitig mit der Trennung von Staat und Religion im türkischen Staat erfuhr auch die jüdische Gemeinschaft eine Wandlung von einer religiösen Gemeinschaft zu türkischen Juden, dann zu jüdischen Türken und schließlich zu Türken mosaischen Glaubens.
Im Juni und Juli 1934 fanden jedoch Pogrome gegen die Juden Ost-Thrakiens statt, deren Ziel die vollständige Türkisierung des europäischen Teils der Türkei war. Diese Ereignisse werden auch als das Thrakien-Pogrom bezeichnet. Nach Sule Toktas wird angenommen, dass die Hälfte der zuvor in Thrakien lebenden Juden nach Istanbul emigriert sind. Diejenigen, die blieben, mussten ihren Besitz billig verkaufen. Nach dem Pogrom wurden die Bürgermeister und Gouverneure, deren Regierungsgewalt den Pogrom hätte verhindern können, von der nationalen Regierung abgesetzt.
Im Jahre 1942 kam es zur Einführung einer Vermögenssteuer (Varlık Vergisi) für Nicht-Muslime, die äußerst rigoros angewendet wurde und manche der Betroffenen in die Armut trieb. Als Folge dieser Repressalie, vor allem aber nach der Gründung des Staates Israel 1948, wanderten bis zu 30.000 Juden ins Ausland aus. Im August 2011 entschied der türkische Ministerpräsident Recep Tayyip Erdoğan durch einen Erlass, den Juden in der Vergangenheit konfiszierte Immobilien und Sakralbauten zurückzugeben.

### Holocaust
Zwar verbot die türkische Republik bereits vor dem Zweiten Weltkrieg, ausländischen Juden Visa zu erteilen, doch wurde dieses Dekret durch manche türkische Diplomaten umgangen, indem sie vielen Juden die türkische Staatsbürgerschaft verliehen und sie so vor den Konzentrationslagern retteten. So hat zum Beispiel die zentrale Holocaust-Gedenkstätte Yad Vashem in Israel den damaligen türkischen Konsul in Rhodos, Selahattin Ülkümen, mit dem Ehrentitel Gerechter unter den Völkern ausgezeichnet, weil er den Juden der heute griechischen Insel Rhodos (das damals zu den italienischen Ägäis-Inseln gehört hatte) unter Einsatz seines Lebens zur Flucht verholfen hatte. Der Generalkonsul der Türkei in Marseille, Behiç Erkin, stellte für 18.000 Juden zumeist osmanischer Abkunft türkische Papiere aus und rettete sie so vor dem Holocaust.
Wegen des generellen Einreiseverbots sowie auf britischen Druck wurde Anfang 1942 dem Schiff Struma mit 769 jüdischen Flüchtigen aus Rumänien die Landung auf türkischem Boden verwehrt. Es sank kurz darauf im Schwarzen Meer, nach Torpedobeschuss durch das sowjetische U-Boot Schtsch-213, es gab nur einen Überlebenden. Ab Ende 1942 war Istanbul der Sitz der Organisation Vaad Ha-Hatzalah der Jewish Agency for Israel, die die Aufgabe hatte, auf legalen und halb-legalen Wegen möglichst vielen Juden aus Europa zur Flucht nach Palästina zu verhelfen.
Im Holocaust wurden auch Juden türkischer Staatsangehörigkeit ermordet. Alleine 1.282 der 67.488 Personen, die vom Sammellager Drancy in die verschiedenen KZ eingeliefert wurden, waren türkische Staatsbürger.
Am 16. September 2005 wurde im KZ Dachau eine Gedenktafel für die vom nationalsozialistischen Deutschland verfolgten türkischen Staatsbürger angebracht.

### Nach dem Zweiten Weltkrieg
Im Pogrom von Istanbul 1955 gab es Übergriffe, bei denen neben Griechen und Armeniern auch Juden zur Zielscheibe wurden.
Am 15. November 2003 unternahm Al-Qaida einen Selbstmordanschlag auf zwei Synagogen mit insgesamt 24 Toten und mehr als 300 Verletzten. Ein Ziel war die Beit-Israel-Synagoge im Istanbuler Stadtviertel Sisli. Das andere war die Neve-Shalom-Synagoge in Istanbul, die schon am 6. September 1986 und am 1. März 1992 Ziel von Anschlägen war. Bei dem Anschlag vom 6. September 1986 wurden 22 Gottesdienstteilnehmer ermordet.

## Antisemitismus
Der Antisemitismus in der Türkei war seit der osmanischen Zeit nur eine Randerscheinung. Bislang zeichnet die türkische Öffentlichkeit von sich selbst ein zumeist judenfreundliches Bild. Robert Schild, einem Autor der jüdisch-türkischen Zeitung Şalom, zufolge, war die Türkei nie ein antisemitisches Land. Allerdings breitet sich in neuerer Zeit der Antisemitismus immer mehr in islamistischen und nationalistischen Milieus aus. Es heißt, dass in manchen Kreisen antisemitische Publikationen wie die Protokolle der Weisen von Zion und Mein Kampf eine hohe Konjunktur hätten. In letzter Zeit kann man verstärkt beobachten, dass antisemitische Strömungen langsam in den Mainstream einfließen. Als Beispiele dafür könnte man den antisemitischen Kinokassenschlager Tal der Wölfe und die antisemitische Fernsehserie Zahras blaue Augen sehen. Bis 2006 hat es eine Debatte zum ansteigenden Antisemitismus in der Türkei mit Ausnahme von Zeitungsartikeln in der sozialistischen Zeitschrift Birikim und in der liberalen Tageszeitung Radikal nicht gegeben. Im türkischen Militär und in der Bürokratie hat die Verdrängung der Juden, laut Jüdischem Archiv, einen antisemitischen Charakter.
Die türkische Bewegung Necmettin Erbakans Millî Görüş und ihre Parteien Wohlfahrtspartei und Partei der Glückseligkeit sind laut Einschätzung des Bayerischen Innenministeriums und laut deutschem Verfassungsschutz antisemitisch eingestellt. Weiter vertritt die Tageszeitung Millî Gazete antisemitische Thesen in ihren Artikeln. Des Weiteren wird die türkische Bewegung der Grauen Wölfe (Bozkurtlar) und ihre Partei der Nationalistischen Bewegung (MHP) vom deutschen Verfassungsschutz als antisemitisch eingestuft.
Beim Thrakien-Pogrom 1934 und im Pogrom von Istanbul 1955 gab es Übergriffe, bei denen neben Griechen und Armeniern auch Juden zur Zielscheibe wurden. Am 15. November 2003 unternahm Al-Qaida einen Selbstmordanschlag auf zwei Synagogen; eine davon war die Neve-Shalom-Synagoge in Istanbul, die schon 1986 einmal Objekt eines Anschlags war. Dieser Anschlag war der erste Anschlag Al-Qaidas in der Türkei. Bei diesem Anschlag wurden hauptsächlich muslimische Passanten auf der Straße getötet.
Der türkische Ministerpräsident Recep Tayyip Erdoğan hat dem Nachrichtenmagazin Der Spiegel zufolge 1975 ein Theaterstück mit dem Namen Mas-Kom-Yah geschrieben, das in dem Artikel als antisemitisches Stück bezeichnet wird.

## Kulturelles Leben
Das Zentrum des Judentums in der Türkei ist Istanbul. Dort gibt es eine jüdische Wochenzeitung namens Şalom (mit Internetpräsenz). Neben den vielen Synagogen in Istanbul gibt es das Or-Ahayim-Hospital in Balat und zwei Altenheime, die der Gemeinde gehören. In Ulus, Istanbul, gibt es seit 1914 eine jüdische Schule, zu der eine Grundstufe, eine Mittelstufe und ein Gymnasium gehören. Des Weiteren gibt es eine jüdische Buchhandlung und ein jüdisches Museum in Istanbul. Das zweitgrößte Zentrum der Juden in der Türkei ist Izmir mit ungefähr 1.300 Angehörigen (Stand 2016). Sehr kleine Gruppen leben in Adana, Ankara (wo die alte Synagoge besteht), Bursa, Çanakkale und Kırklareli. Bis zum Erdbeben in der Türkei von 2023 lebten auch Juden in Antakya und İskenderun, die eine der ältesten jüdischen Gemeinden der Welt bildeten und nach dem Erdbeben evakuiert wurden.
Die türkisch-jüdische Musikgruppe Sefarad war mehrmals in der türkischen Top Ten und belegte darin auch schon erste Plätze mit ihrer türkischen und Ladino-sprachigen Musik. Die Gruppe ist für die jüdische Gemeinde eine wichtige kulturelle Institution, da sie mit der fast nur noch von älteren Menschen gesprochenen Ladinosprache beinahe vergessenes jüdisches Liedgut wieder hat aufleben lassen.
Koschere jüdische Küche findet man in Istanbul auch in Beyoğlu und im alten Stambul, in feiner Ausprägung z. B. im Restaurant des Hotels Merit Antique. 

### Die Institution des Hahambaşı
Die Institution des Hahambaşı wurde 1452 von Sultan Mehmed II. geschaffen. Ziel war es, die ethnisch und kulturell sehr verschiedenen Untertanen so weit wie möglich nach ihren eigenen Gesetzen zu regieren. Da die Religion als wichtige Grundlage der Identität der verschiedenen Gemeinschaften angesehen wurde, wurden ihre religiösen Führer auch als Ethnarchen bezeichnet. Dies trifft außer auf den Hahambaşı auch auf den christlichen Ökumenischen Patriarchen von Konstantinopel zu und auf den Großmufti, den obersten islamischen Rechtsgelehrten im Osmanischen Reich, zu. Letzterer bekleidete den Rang eines Ministers.
Der erste Hahambaşı, Mose Capsali, durfte als Oberhaupt der Juden in der Türkei unter dem Sultan Mehmed II. am Staatsrat teilnehmen.
Aufgrund der Größe und geographischen Lage des Reichs, das nicht nur Palästina, die historische Heimat der Juden, sondern auch mehr Diasporagemeinden als jedes andere Land umfasste, wurde der Hahambaşı auch mit dem Exilarchen verglichen, dem Führer der Juden während des Babylonischen Exil und im späteren Perserreich.
Der Hahambaşı hatte während des osmanischen Reichs weitgehende Gesetzgebungs- und Rechtsprechungsgewalt über die Mitglieder ihrer Gemeinschaft und direkten Zugang zum Sultan. Die Amtsinhaber hatten spätestens nach der Vertreibung der Juden aus Spanien durch das Alhambra-Edikt (1492) auch außerhalb des Osmanischen Reichs erheblichen Einfluss. Die Oberrabbiner der heutigen, säkularen Türkischen Republik tragen ebenfalls den Titel Hahambaşı.

### Synagogen in Istanbul

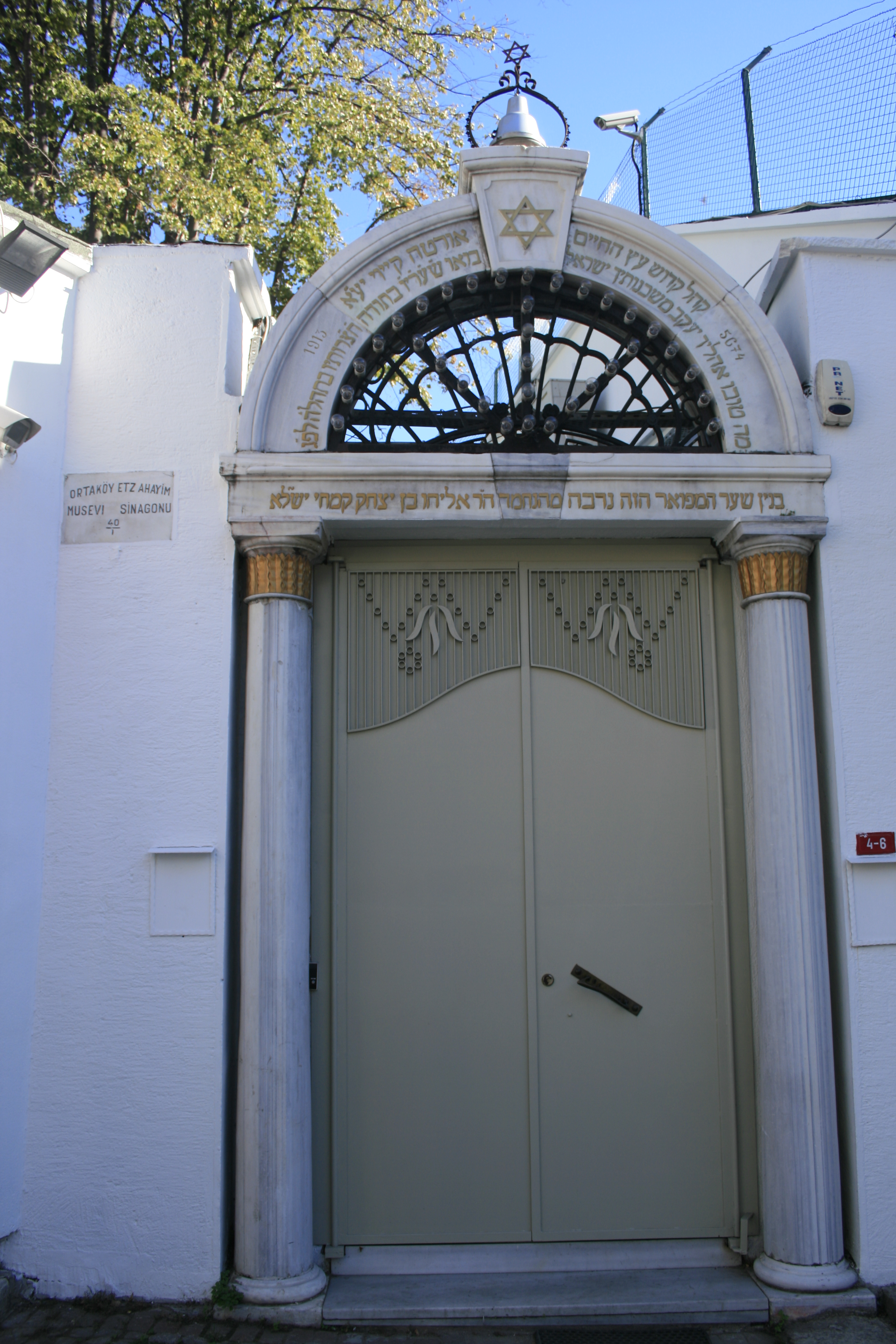
Die Etz-Ahayim-Synagoge in Istanbul, Ortaköy

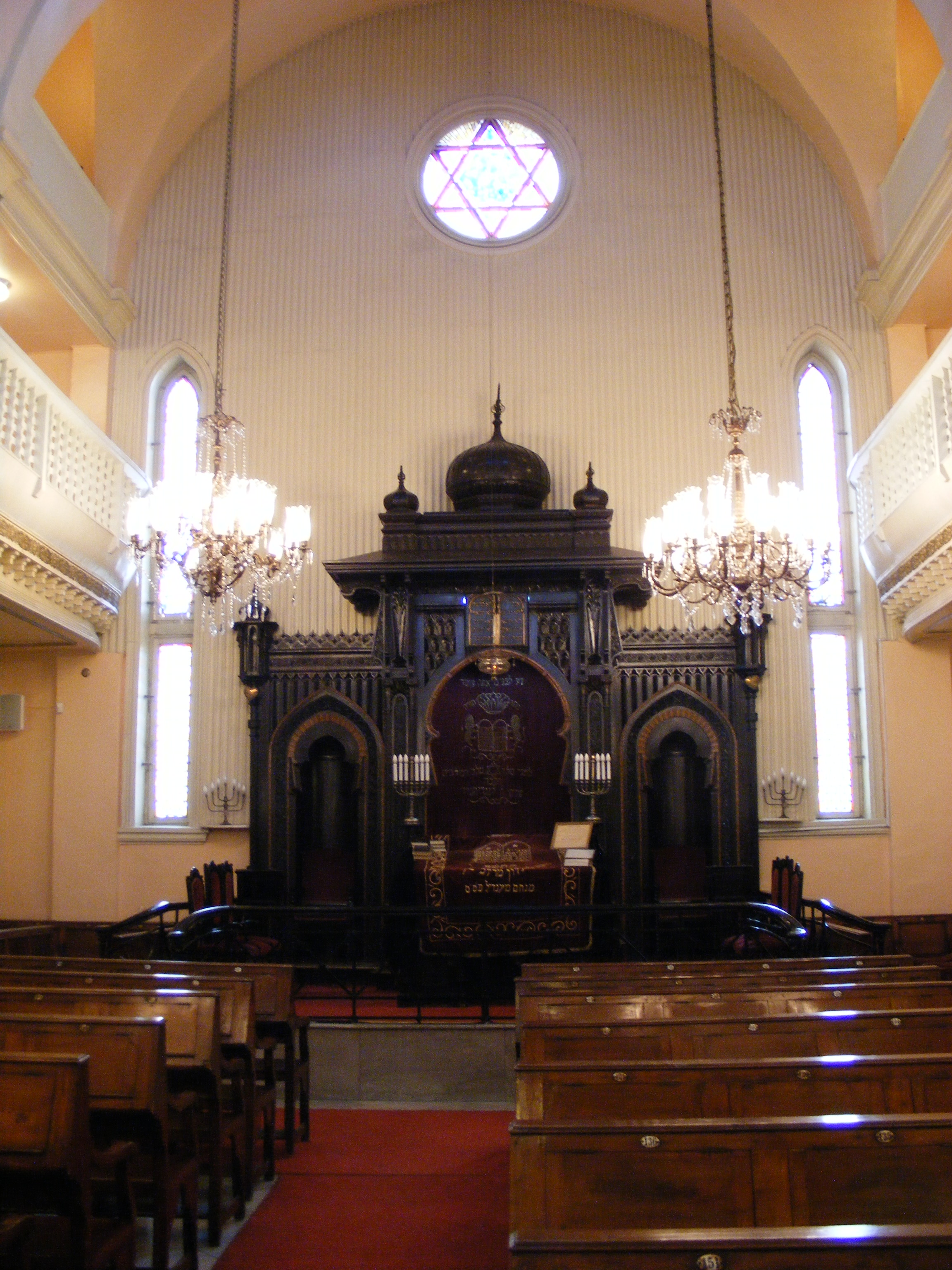
Ashkenazi-Synagoge

Die aus dem Jahre 1671 stammende Zülfaris-Synagoge wurde, nachdem sie 1985 als Synagoge aufgegeben wurde, 2001 in das Jüdische Museum der Türkei umgewandelt.
Europäische Seite des Bosporus – nördlich des Goldenen Horns
- Neve-Shalom-Synagoge
- Eşkenazi-Synagoge
- Mayor-Synagoge, Hasköy
- Maalem-Synagoge, Hasköy
- Italienische Synagoge
- Bet-Israel-Synagoge, Şişli
- Etz-Ahayim-Synagoge, Ortaköy
- Yeniköy-Synagoge

Südlich des Goldenen Horns
- Ahrida-Synagoge, Balat, ist die älteste der Istanbuler Synagogen und wurde im frühen 15. Jahrhundert gebaut.[41]
- Yanbol-Synagoge, Balat
- Bet-Avraam-Synagoge, Sirkeci
- Kal-Kados-Çorapçi-Han-Synagoge
- Bakırköy-Synagoge
- Karahim Sinagogu, Kenessa der Karäer

Asiatische Seite des Bosporus
- Hemdat-Israel-Synagoge, Haydarpaşa
- Bet-Yaakov-Synagoge, Kuzguncuk
- Bet-Nissim-Synagoge, Kuzguncuk
- Caddebostan-Synagoge

Prinzeninseln
- Hesed-Le-Avraam-Synagoge, Büyükada
- Bet-Yaakov-Synagoge, Heybeliada
- Burgazada-Synagoge

### Friedhöfe in Istanbul
I. Aus byzantinischer Zeit
I a. Nicht mehr erhalten
- Zwischen den Stadttoren Edirnekapı und Eğrikapı vor den Stadtmauern
- Kasımpaşa

I b. Erhalten
- Ortaköy

II. Aus osmanischer Zeit
- Hasköy, größter Friedhof der Stadt, entstand 1583 als Ersatz für den von Kasımpaşa. - Angrenzend der karaitische Friedhof.
- İcadiye, oberhalb Kuzguncuk, zweitgrößter Friedhof der Stadt, entstand im 16. Jh.
- Bağlarbaşı, oberhalb Üsküdar, entstand vor 1712.

III. 19./20. Jahrhundert
- İtaliyan Musevi Mezarlığı, Şişli: 1867.
- Ulus Mahallesi: 1919 aschkenasischer, 1920 sephardischer Friedhof.
- Kilyos (am Schwarzen Meer): erfolgloser Versuch einer Neugründung 1990/94.

(Quelle unter)

### Bekannte türkische Juden
- Salamon Adato, Mitgründer der türkischen Demokratischen Partei und Parlamentarier 1946–1954
- Der türkischen Tageszeitung Hürriyet zufolge hat der in den USA geborene Borough-Präsident von Brooklyn, Marty Markowitz, bei einem Essen mit dem türkischen Ministerpräsidenten Recep Tayyip Erdoğan gesagt, dass er ein türkischer Jude sei und im Anschluss die Worte Atatürks wiederholt: Ne mutlu Türküm diyene „wie glücklich für den der sich Türke nennt“.[43]
- Der in der Türkei bekannte Schriftsteller Mario Levi (1957–2024) war ein türkischer Jude.
- Chaim Nahum (1872–1960) war ein Großrabbiner im Osmanischen Reich. Zudem war er staatsdienlich als Berater des türkischen Ministerpräsidenten İsmet İnönü bei den Vertragsverhandlungen von Lausanne tätig gewesen.
- Emmanuel Karasu (1862–1934) war ein Parlamentsabgeordneter im Osmanischen Reich und einer der Finanzierer der Jungtürkischen Bewegung.
- Schabbtai Zvi (1626–1676), messianischer Prediger im 17. Jahrhundert, trat mit seinen Anhängern zum Islam über
- Sami Levi, Cem Stamati und Ceki Benşuşe formen die bekannte türkische Musikgruppe Sefarad
- Jak Kamhi (1925–2020), türkischer Unternehmer und Investor, Gründer der Profilo Unternehmensgruppe und Gründungspartner der Alarko Unternehmensgruppe
- Cefi Kahmi (* 1952), türkischer Unternehmer und ehemaliger Politiker, Sohn von Jak Kamhi und ehemaliges Mitglied der Großen Nationalversammlung der Türkei
- Nouriel Roubini (* 1958), Wirtschaftsprofessor, wurde als Sohn iranischer Juden in Istanbul geboren.
- Dario Moreno (1921–1968), türkischer Sänger und Schauspieler aus İzmir, wurde in den 1950er und 1960er Jahren in Frankreich bekannt.
- Die Unternehmerfamilie Kamhi, Inhaber der Profilo Holding
- Die Unternehmerfamilie Alaton, Inhaber der Alarko Holding
- İshak Alaton (1927–2016), türkischer Unternehmer und Investor, Gründungspartner der Alarko Unternehmensgruppe
- Can Bonomo (* 1987), türkischer Sänger. Er vertrat die Türkei beim Eurovision Song Contest 2012.
- Linet Menaşi (* 1975), türkische Sängerin. Sie ist die Tochter von Leyla Özgecan (Leya Bonana - לילה). Eine bekannte Sängerin klassischer türkischer Musik.
- Yitzhak Isaac Levy (1919–1977), war ein türkisch-israelischer Sänger in Bariton-Stimmlage, Musikwissenschaftler, insbesondere für Sephardische Musik und Komponist. Er ist der Vater der sephardischen Sängerin Yasmin Levy. Sie genießt in Israel und in der Türkei einen großen Bekanntheitsgrad.
- Ari Barokas (* 1971), Bassist der bekanntesten türkischen Rock-Band Duman. Er ist der Bruder von Lori Barokas, Synchronsprecher und Radio-Entertainer bei verschiedenen Sendern.
- Yosi Mizrahi (* 1971), ist ein türkischer Comedian, Moderator und Schauspieler.
- Berry Sakharof (* 1957), ist ein türkisch-israelischer Rockgitarrist, Sänger, Songwriter und Produzent. Sakharof ist einer der beliebtesten Rockmusiker Israels und wird oft als „Prinz des israelischen Rock“ bezeichnet.
- Israel Hanukoglu (* 1952), ist ein türkisch-israelischer Wissenschaftler. Er ist Professor für Biochemie und Molekularbiologie an der Universität Ariel und ehemaliger Wissenschafts- und Technologieberater des israelischen Premierministers.
- Seyla Benhabib (* 1950), ist eine türkisch-amerikanische Professorin für Politische Theorie und Politische Philosophie an der Yale University.

## Diaspora

### Israel
Es gibt in Israel mehrere Vereine, die von türkischen Juden gegründet wurden. Der wichtigste ist die Vereinigung der türkischstämmigen Israelis (he: Hitahdut Yotsey Turkia, tr: Türkiyeliler Birliği). Die türkischstämmigen Israelis haben in der Nähe Haifas einen Wald gepflanzt und nach Atatürk benannt.
Außerdem gibt es von türkischen Juden gegründete Kibbuzim wie den 1948 von 33 jungen Leuten gegründeten haGoschrim in der Chulaebene, wenige Kilometer östlich von Kirjat Schmona am Fuß des Golan.
Angaben des Israelischen Statistischen Instituts zufolge sind 70.407 türkische Juden nach Israel ausgewandert. 2001 fühlten sich 80.400 Israelis als türkischstämmig.

### Österreich
(Siehe→ Wiener Sephardim)
Bis zu den Novemberpogromen 1938 gab es in Wien eine türkisch-israelitische Gemeinde und Synagoge, genannt Türkischer Tempel.